# Ferney-Voltaire

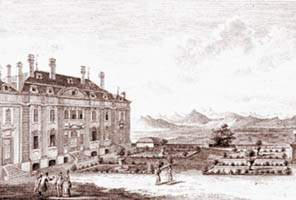
Voltaires hus i Ferney, teckning av Michel-Vincent Brangua (1733–1807)

Ferney-Voltaire är en stad och kommun i departementet Ain i östra Frankrike, öster om Jurabergen, alldeles intill den schweiziska gränsen. Staden har 11 530 invånare (2022)  och arealen är 4,78 km². Den ligger mycket nära staden Genève i Schweiz, och är idag i praktiken en förort och sovstad till Genève.

## Historia
Staden omnämns första gången i burgundiska register som Fernex.

## Voltaire
Ferney var den franske författaren och filosofen Voltaires hem mellan 1758 och 1778. Voltaires inflytande på staden var grundläggande; han lät bygga församlingskyrkan och finansierade de främsta kruk- och klockmakarna i det moderna Frankrike. År 1878 bytte staden namn till Ferney-Voltaire till hans ära, 100 år efter hans död.

## Sevärdheter
Voltaires slott, som nu ägs och förvaltas av kulturdepartementet, rymmer 1700-talsinstitutet, flera 1700-talsbyggnader och konstnärsverkstäder, många restauranger.
En marknad hålls på torget varje lördag.
Den stora partikelacceleratorn Large Hadron Collider vid CERN löper under Ferney-Voltaire.

## Befolkningsutveckling
Antalet invånare i kommunen Ferney-Voltaire
Referens: INSEE

## Fotnoter
1. ↑  Répertoire géographique des communes, Institut national de l'information géographique et forestière, läst: 26 oktober 2015.[källa från Wikidata]
2. ↑  Populations légales 2022, Institut National de la Statistique et des Études Économiques, 19 december 2024.[källa från Wikidata]
3. ↑  läs online, www.lemonde.fr .[källa från Wikidata]
4. ↑  Ferney-a-venir.com Arkiverad 7 november 2007 hämtat från the Wayback Machine.
5. ↑  Chiffres clés - Évolution et structure de la population Arkiverad 5 juli 2012 hämtat från the Wayback Machine.